# 2954 Delsemme
2954 Delsemme è un asteroide della fascia principale. Scoperto nel 1982, presenta un'orbita caratterizzata da un semiasse maggiore pari a 2,2875836 au e da un'eccentricità di 0,1950742, inclinata di 3,93677° rispetto all'eclittica.
L'asteroide è dedicato all'astronomo belga Armand Delsemme.